# Amphinemura sperchiana
Amphinemura sperchiana är en bäcksländeart som beskrevs av Berthélemy 1971. Amphinemura sperchiana ingår i släktet Amphinemura och familjen kryssbäcksländor. Inga underarter finns listade i Catalogue of Life.